# Erateina obscura
Erateina obscura är en fjärilsart som beskrevs av Saunders 1860. Erateina obscura ingår i släktet Erateina och familjen mätare. Inga underarter finns listade i Catalogue of Life.